# Grigori Kirienko
Grigori Kirienko   (Novossibirsk, 29 de setembre de 1965) és un tirador d'esgrima rus, ja retirat, especialista en sabre, que va competir durant les dècades de 1980 i 1990.
El 1992 va prendre part en els Jocs Olímpics d'Estiu de Barcelona, on disputà dues proves del programa d'esgrima sota bandera de l'Equip Unificat. Guanyà la medalla d'or en la prova del sabre per equips, mentre en la del sabre individual fou desè. Quatre anys més tard, als Jocs d'Atlanta, i sota bandera russa, tornà a disputar dues proves del programa d'esgrima. Revalidà la medalla d'or en la prova del sabre per equips, mentre en la prova del sabre individual fou novè.
En el seu palmarès també destaquen onze medalles al Campionat del Món d'esgrima, set d'or, tres de plata i una de bronze, entre les edicions de 1989 i 1997; així com dues medalles a les Universíades, una d'or i una de bronze. A nivell nacional guanyà el campionat individual rus de 1996.